# Хортиць (Манітоба)
Хортиць (англ. Chortitz) — некорпорована громада в південній частині центральної Манітоби, Канада. Він розташований приблизно за 8 кілометрів (5 миль) на південний захід від Вінклера, Манітоба в сільській громаді Стенлі.